# 木浮生
木浮生（1980年代—），中国女作家，出生于四川省，80后。晋江文学城签约作者，被业界誉为最具潜力的天后生力军。有多部作品被改编成电视剧。

## 作品
- 《独家记忆》云南人民出版社
- 《原来我很爱你》百花洲文艺出版社
- 《良言写意》百花洲文艺出版社
- 《世界微尘里》百花洲文艺出版社